# Łużna (gemeente)
De gemeente Łużna is een landgemeente in het Poolse woiwodschap Klein-Polen, in powiat Gorlicki.
De zetel van de gemeente is in Łużna.
Op 30 juni 2004 telde de gemeente 8153 inwoners.

## Oppervlakte gegevens
In 2002 bedroeg de totale oppervlakte van gemeente Łużna 56,24 km², waarvan:
- agrarisch gebied: 71%
- bossen: 20%

De gemeente beslaat 5,81% van de totale oppervlakte van de powiat.

## Demografie
Stand op 30 juni 2004:
| Omschrijving                   | Totaal | Totaal | Vrouwen | Vrouwen | Mannen | Mannen |
| ------------------------------ | ------ | ------ | ------- | ------- | ------ | ------ |
| eenheid                        | aantal | %      | aantal  | %       | aantal | %      |
| inwoners                       | 8153   | 100    | 4065    | 49,9    | 4088   | 50,1   |
| bevolkingsdichtheid (inw./km²) | 145    | 145    | 72,3    | 72,3    | 72,7   | 72,7   |

In 2002 bedroeg het gemiddelde inkomen per inwoner 1328,24 zł.

## Administratieve plaatsen (sołectwo)
Biesna, Łużna, Mszanka, Szalowa, Wola Łużańska.
Zonder de status sołectwo : Bieśnik.

## Aangrenzende gemeenten
Bobowa, Gorlice, Grybów, Moszczenica